# Pavel Vostřák
Pavel Vostřák (* 8. prosinec 1972 Vlašim) je bývalý český hokejový útočník. Většinu kariéry strávil v Plzni. Mezi jeho další působiště patřily Jyväskylä, Helsinki a Karlovy Vary. Od sezony 2015/16 je hlavní trenér druholigového klubu SHC Klatovy.
Ve volbách do Evropského parlamentu v květnu 2019 kandidoval jako nestraník na 11. místě kandidátky hnutí PRO Zdraví a Sport, ale nebyl zvolen.

## Hráčská kariéra
- 1995/1996 HC Slavia Becherovka Karlovy Vary (1. liga)
- 1996/1997 HC ZKZ Plzeň (E)

HC Becherovka Karlovy Vary (1. liga)
- 1997/1998 HC Keramika Plzeň (E)
- 1998/1999 HC Keramika Plzeň (E)
- 1999/2000 HC Keramika Plzeň (E)
- 2000/2001 HC Keramika Plzeň (E)
- 2001/2002 HC Keramika Plzeň (E)

JYP HT Jyväskylä (FIN1)
- 2002/2003 JYP HT Jyväskylä (FIN1)

Jokerit Helsinki (FIN1)
- 2003/2004 HC Lasselsberger Plzeň (E)
- 2004/2005 HC Dukla Jihlava (E)
- 2005/2006 HC Lasselsberger Plzeň (E)
- 2006/2007 HC Lasselsberger Plzeň (E)
- 2007/2008 HC Lasselsberger Plzeň (E)
- 2008/2009 HC Lasselsberger Plzeň (E)
- 2009/2010 HC Plzeň 1929 (E)
- 2010/2011 HC Plzeň 1929 (E)
- 2011/2012 HC Plzeň 1929 (E)
- 2012/13 HC Berounští Medvědi (1. liga)
- 2012/13 Lausitzer Füchse (GER2)
- 2013/14 Deggendorf Fire (GER3)